# Gallifrey
Gallifrey je fiktivní planeta z britského televizního sci-fi seriálu Pán času. Název vychází ze staré vikingštiny a znamená "Pán/vládce času".
Gallifrey je domovská planeta rasy Pánů času. Je to jedna z nejstarších planet ve vesmíru. Má oranžové nebe a uprostřed je citadela Pánů času.Je umístěna v binárním hvězdném systému Kasterborous [kas-TER-boros] na galaktických souřadnicích deset-nula-jedenáct-nula-nula k nula-dva od galaktického nulového centra. Nachází se zhruba 250 milionů světelných let od Země, tedy vně Mléčné dráhy. Je domovem Vládce a Doktora, který ovšem utekl na Zemi. Planeta byla těžce postižena časovou válkou mezi Pány Času a Daleky. Devátý, Desátý a Jedenáctý Doktor si myslí, že Gallifrey zničil on sám. Že tak učinil aby ukončil strašné krveprolití během časové války. Někdy se taky uvádí že válku možná zapříčinil sám Doktor.Doktor ve skutečnosti Gallifrey nezničil, ale za pomoci ostatních inkarnací ji přemístil do časové kapsy, aby to navenek vypadalo jakože ve válce padla. Jelikož ji Válečný Doktor byl odhodlán zničit, a také kvůli paradoxu si pak dlouhou dobu myslel, že ji zničil. Toto se událo ve výročním speciále k padesátému výročí seriálu v roce 2013 v epizodě The Day of The Doctor.